# Майский заговор (1849)
Майский заговор (чеш. Májové spiknutí) — попытка группы чешских радикальных демократов, в том числе Э. Арнольда, К. Сабины, К. Сладковского, Й. Фрича, К. Гавличека-Боровского и других после подавления Революции 1848—1849 годов и восстания в Праге 1848 года подготовить в 1849 году новое вооружённое восстание против власти Габсбургов. Заговор ускорило восшествие на австрийский престол 2 декабря 1848 года Франца Иосифа I, занявшего резкую антиреволюционную позицию.
Большую роль в подготовке к восстанию сыграл связанный с чешскими радикалами М. А. Бакунин, который сформулировал его цели и задачи. Восстание в Чехии мыслилось как составная часть европейского революционного движения, развернувшегося весной 1849 года в Венгрии, Италии и Саксонии.
В апреле в Праге был создан революционный комитет, разработан план вооружённого восстания, назначенного на 12 мая 1849 года. Восстание должно было быть согласовано с другими восстаниями в Германии. Однако 10 мая замысел чешских демократов был раскрыт из-за неосторожности и постепенно стал публичным достоянием. 3 мая в Дрездене вспыхнуло восстание (которое было подавлено через 4 дня, а Бакунина арестовали), а 7 мая К. А. Реккель, чья тетрадь содержала имена людей, с которыми он встречался, был арестован по возвращении в Прагу, ночью 10 мая 1849 года большинство участников заговора были арестованы. Среди арестованных были, например, К. Сабина, К. Сладковский, Ю. В. Фрич, Э. Арнольд, Ф. Гавличек или В. Гауч.
Военным судом было осуждено 79 человек, из которых 28 приговорены к смертной казни, заменённой пожизненным заключением.
Первая амнистия состоялась в 1854 году, вторая — в 1855—1856 годах.
В Праге, крепостях Градец Кралове, Терезин, Йозефов и Яромерж) было объявлено чрезвычайное положение, которое было отменено 1 сентября 1853 года (одновременно с Веной).
Радикал-демократическая партия прекратила своё существование. Революция 1848—1849 годов в Чехии была окончательно подавлена.
Участники майского заговора 1849 г.

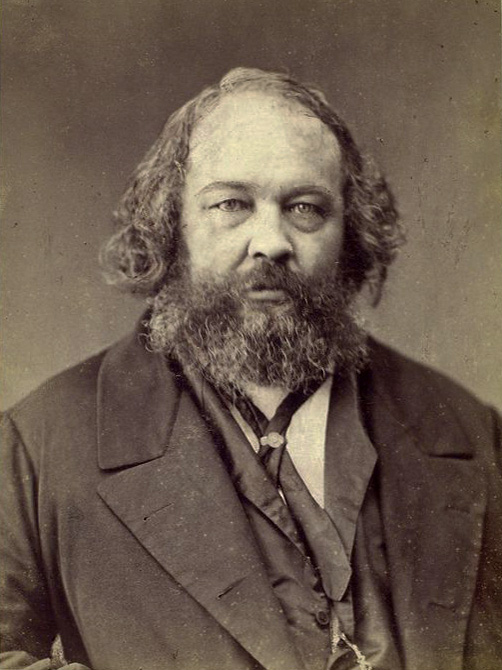
М. А. Бакунин
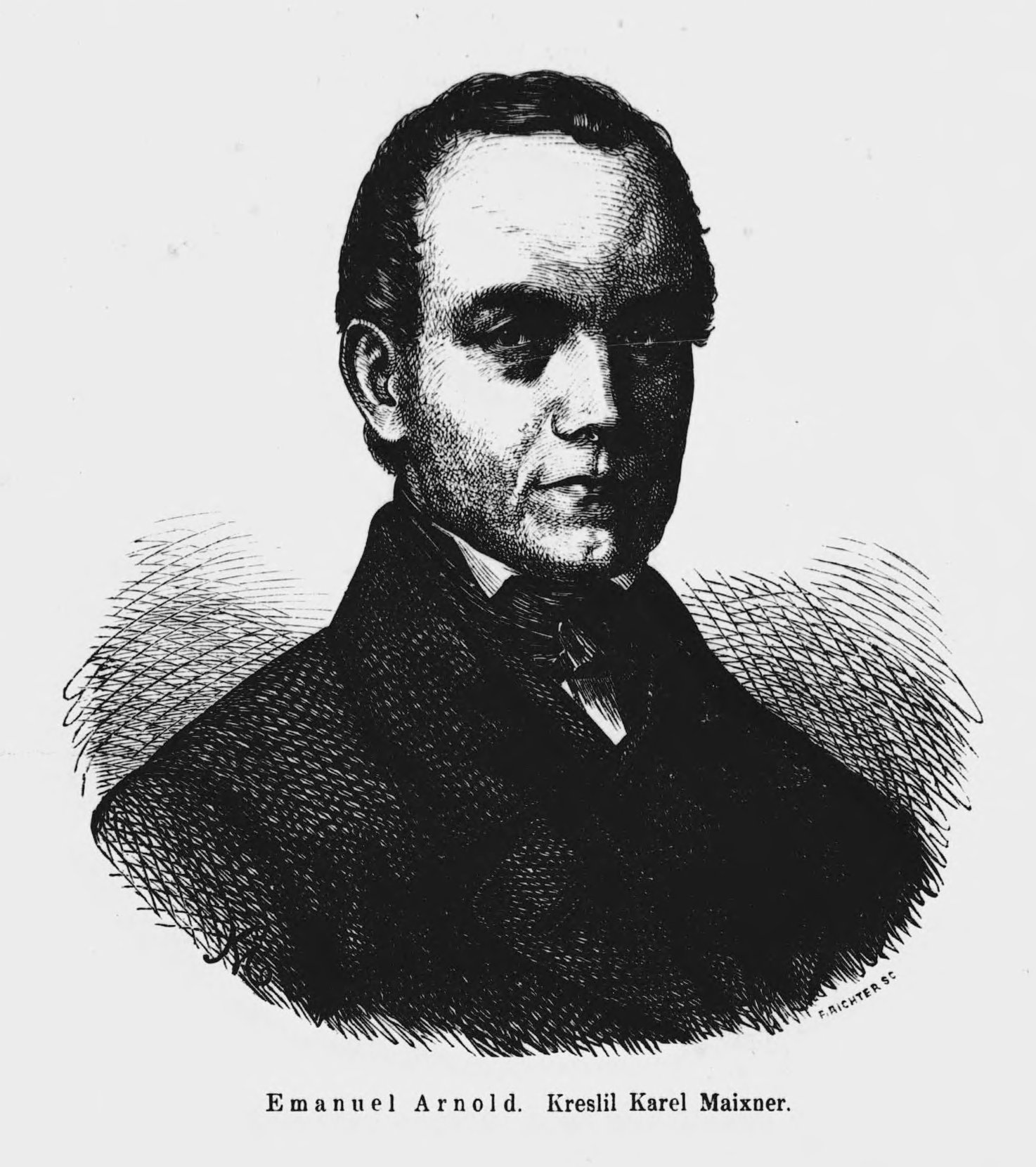
Э. Арнольд
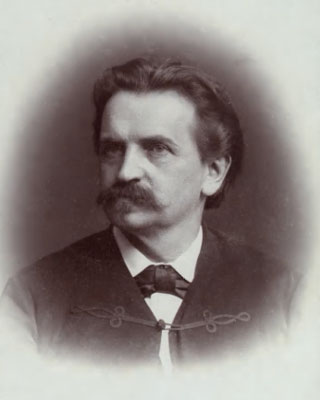
Й. Фрич
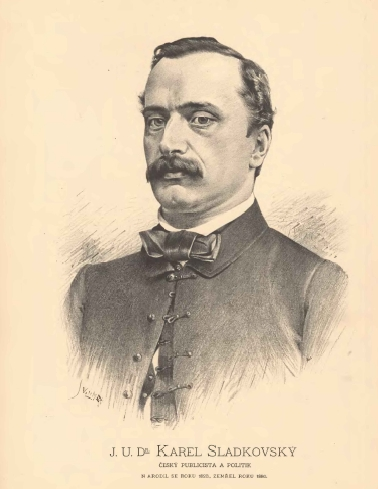
К. Сладковский
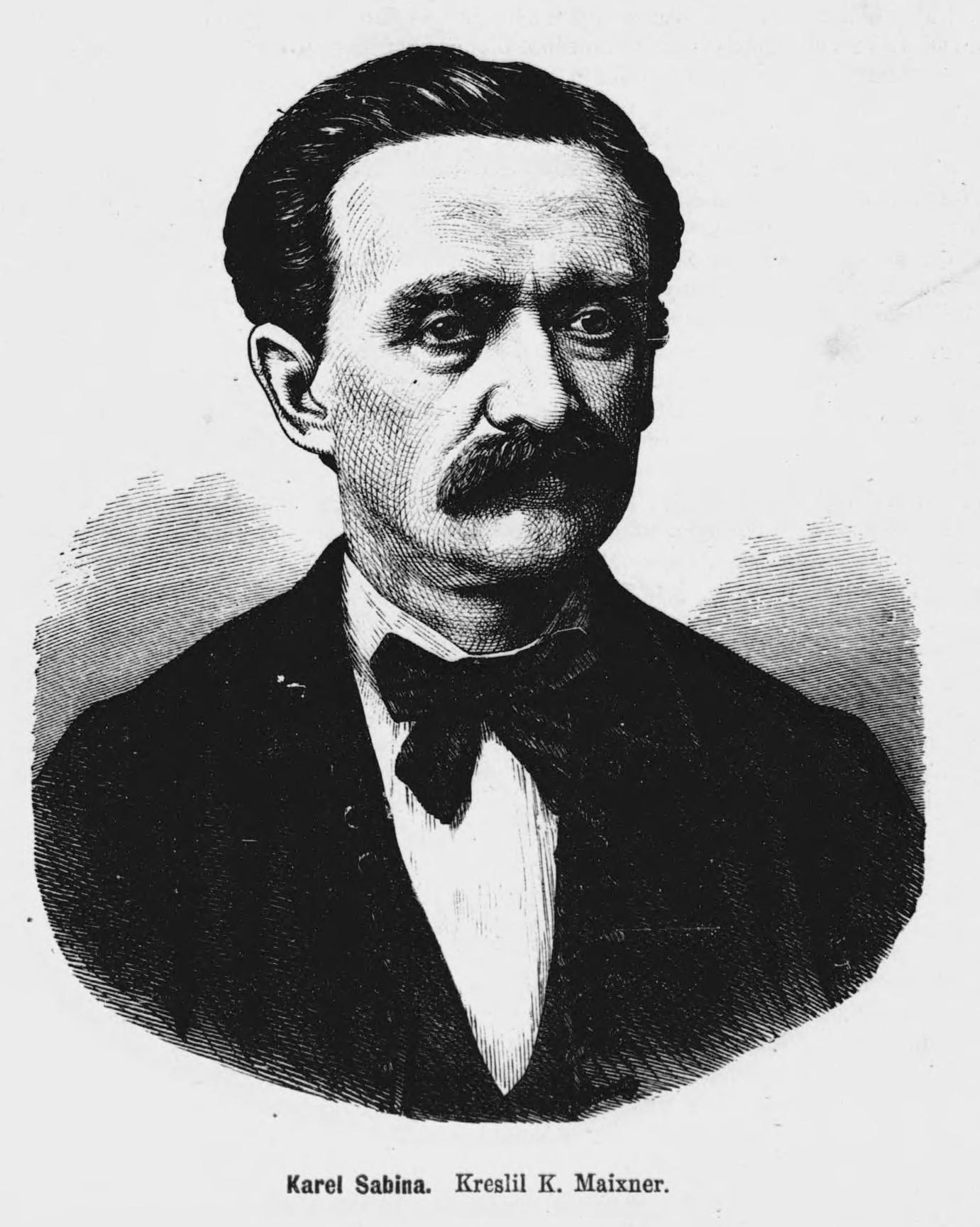
К. Сабина
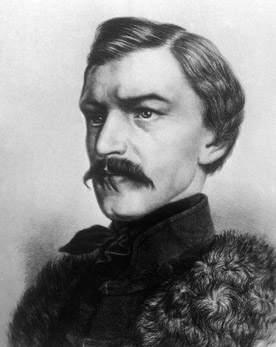
К. Гавличек-Боровский